# Charlton Publications
Pour les articles homonymes, voir Charlton.
Charlton Publications est une compagnie d'édition fondée par John Santangelo senior et Ed Levy.

## Histoire
En 1899, John Santangelo naît en Italie. 
En 1923, il émigre aux États-Unis ù il trouve du travail en tant que maçon. 
À partir de 1934, pour arrondir ses fins de mois, il se lance dans l'édition de partitions de chansons à la mode, mais sans en avoir les droits d'édition. Les ventes sont assez importantes pour qu'il cesse de travailler dans le bâtiment et ne se consacre qu'à l'édition. Cependant, les maisons de disques apprennent l'existence de ce commerce et poursuivent Santangelo pour violation de copyright. 
Santangelo est alors condamné à un an de prison qu'il purge à la prison de New Haven. Là il rencontre un autre détenu, Ed Levy qui était auparavant avocat. Tous deux se mettent d'accord pour relancer la société de Santangelo, mais cette fois en respectant les lois.
En 1935, ils fondent la société T.W.O. Charles Company, d'après les fils des deux éditeurs, tous deux prénommés Charles. 
Dès 1935, ils publient leur premier magazine,  Hit Parader, qui disparaîtra seulement en 1991, lorsque Charlton Publication cesse toute activité d'édition.
En 1945, T.W.O. Charles Company devient Charlton Publications, qui avait sa propre compagnie de distribution, Capital Distribution. 
À partir de mars 1946, Charlton Publications utilise l'étiquette Charlton Comics pour publier des bandes dessinées. Charlton Comics produit des comics dans des genres très divers jusqu'en 1986, date où la société cesse ses activités. Charlton Publication continue à éditer deux magazines jusqu'en 1991.

## Publications
Les éditions Charlton publiaient :
- des magazines, principalement des magazines de textes de chansons
- des livres de jeux
- des livres, brièvement, sous les étiquettes « Monarch » et « Gold Star »